# Ladislav Benacka
Ladislav Benacka (tschechisch Ladislav Beňačka, * 22. Juni 1959) ist ein ehemaliger schweizerisch-tschechoslowakischer Eishockeyspieler.

## Karriere
Benacka spielte zunächst für den SC Bern, mit dem er 1977 und 1979 die Schweizer Meisterschaft gewann. Es folgten jeweils einjährige Engagements beim Lausanne HC und EHC Kloten, ehe der Verteidiger in die Hauptstadt zurückkehrte. Nach der Saison 1981/82 stieg er jedoch mit den Mutzen in die Nationalliga B ab. Nachdem der direkte Wiederaufstieg verpasst worden war, schloss sich Benacka ein weiteres Mal dem Lausanne HC an. Mit den Waadtländern erfolgte der Abstieg in die höchste Amateurliga, sodass der Verteidiger zur Saison 1984/85 zum EHC Olten wechselte.
Es gelang der Aufstieg in die Nationalliga A. 1987 erfolgte der Abstieg in die Nationalliga B, sodass sich Benacka aus dem professionellen Eishockey verabschiedete und seine Karriere in den unteren Ligen im Trikot des SC Küsnacht und EHC Dübendorf ausklingen liess.

## Erfolge und Auszeichnungen
- 1977 Schweizer Meister mit dem SC Bern
- 1979 Schweizer Meister mit dem SC Bern
- 1985 Aufstieg in die NLA mit dem EHC Olten